# Georg Mannheimer
Georg Mannheimer (* 10. Mai 1887 in Wien; † 22. April 1942 im KZ Dachau) war ein österreichisch-tschechoslowakischer Journalist und Schriftsteller.

## Leben
Georg Mannheimer studierte Rechtswissenschaften und promovierte. Er übersiedelte nach Prag, das 1918 Hauptstadt der Tschechoslowakei wurde, und war dort als Journalist für verschiedene Zeitungen und Zeitschriften tätig. In der Tageszeitung Bohemia war er für die politische Berichterstattung aus dem Parlament der Tschechoslowakischen Republik zuständig. Als Gerichtsreporter schloss er Freundschaft mit dem für das Konkurrenzblatt Prager Tagblatt schreibenden Ernst Feigl. Als nach der Machtergreifung der Nationalsozialisten 1933 der nationalsozialistische Einfluss auf diese Zeitung größer zu werden drohte, gründete Mannheimer die Zeitschrift Die Wahrheit, in der er ohne politische Rücksichtnahme einen publizistischen Kampf gegen den Faschismus in Europa führte. In Deutschland kamen seine Schriften auf die Liste des schädlichen und unerwünschten Schrifttums. Im September 1940 wurde Mannheimer verhaftet und in das KZ Dachau deportiert, wo er 1942 einem „Invalidentransport“ zugewiesen wurde.

## Werke
- Die Ballade vom Zeitungspapier. Prag 1938
- Fünf Minuten vor Zwölf : Lieder eines Zeitgenossen. Prag-Karlín: Neumann, 1938
- Ein Jude kehrt heim. Roman in Versen. Prag-Karlín: Neumann, 1938
- Lieder eines Juden. Prag-Karlín: Neumann, 1937
- Russisches Tagebuch. Prag: Tribuna, 1935
- Das Tagebuch eines Baby für Eltern und die es werden wollen! Potsdam: Müller & Kiepenheuer, 1933
- Petr Bezruč: Lieder eines Rebellen: Auslese aus den "Schlesischen Liedern. Autorisierte Nachdichtung und Vorw. von Georg Mannheimer. Brünn: Pokorný, 1931.
- Petr Bezruč: Das blaue Ordensband. Nachgedichtet aus dem Čech. von Georg Mannheimer. Brünn: Pokorný, 1932.
- Masaryk in Genf: Weltkriegslegende in 1 Akt. Prag: Verl. Die Wahrheit, 1930. Franz Spina zugeeignet.
- Der Mann, der durch den Traum lief. Komödie. Ehe in 3 Akten. Prag: Khol, 1929
- Palästina : Drei Akte aus dem Leben der jüdischen Kolonisten. Prag: Verlag der Wahrheit, 1928
- Der Landstreicher aus Atlantis: Tragikomödie in einem Vorspiel und drei Akten. Prag: Mittelböhmische Buchdruckerei, 1923